# 查理和巧克力工厂
《查理和巧克力工厂》（英語：Charlie and the Chocolate Factory），于2005年上映，改編自1964年羅達爾的小説。電影由蒂姆·伯顿導演，強尼·戴普飾威利·旺卡，費迪·夏摩亞飾查理·巴克特。這是在1971年由Mel Stuart執導、真·懷德飾演威利·旺卡的美國電影《歡樂糖果屋》之後，第二部改編自此書的電影。故事講述出身貧困家庭的男孩查理·巴格特意外取得天才巧克力製作者威利·旺卡發行的金獎券，偕同祖父和其他金獎券得主參觀威利·旺卡經營的巧克力工廠，但是威利·旺卡精心安排參觀工廠的行程，實為考驗參觀者內心素質與決定獲得大獎的優勝者。
電影於2005年7月正式發行，獲得正面為主的評價，其中正面的評論多集中在演員的表現。

## 劇情
威利·旺卡（Willy Wonka）是一位天才巧克力製作者，他做的巧克力非常好吃，他也擁有一所世界上最大而又最神秘的巧克力工廠。因為員工中有間諜偷走他的秘密配方，威利·旺卡只好解僱所有員工並把工廠給關起來。但是，15年來大門緊鎖，從沒有工人從大門進去或之前出來過，可是卻能嗅到濃郁的巧克力香氣滾滾而出。工廠生產的巧克力銷往世界各地，深受孩子們喜愛。
一次，威利·旺卡的巧克力工廠推出了旺卡金券（Golden Ticket）的活動，在一批外銷的巧克力中，總共有五塊巧克力藏有金票，取得金獎券的人便可以參觀巧克力工廠，這項活動很快地掀起搶購巧克力的熱潮。住在巧克力工廠附近的一名小孩查理·巴格特（Charlie Bucket），和他的父母、祖父母與外祖父母住在一起，家境困難。全家只靠父親的微薄收入支撐，他的父親原本在牙膏工廠工作，但因為人們吃太多糖果導致蛀牙，連帶提升牙膏的銷售量，工廠收入增加引進機器取代人力，因此失業。查理的爺爺喬是威利·旺卡的巧克力工廠前員工，所以他知道很多威利·旺卡的故事。
某天幸運的查理用地上的十元紙鈔，在一間商店買到了五張中的最后一張金獎券，他本想賣掉金獎券，來緩解家裡的經濟困難。但經商店老板和祖父的勸說後，他最終還是决定參觀巧克力工廠。剩下四張金獎券的得主分別是： 貪心的奥古斯塔（Augustus Gloop）（意外吃到金獎券）、有公主病的小女孩維魯卡·梭特（Veruca Salt）（父親動用整個公司的員工找到的，員工找到打算偷偷藏起來被發現）、嚼口香糖的好勝女孩紫羅蘭·鮑加（Violet Beauregarde）（意外找到）和整天盯著電視不放的小男孩麥克·提維（Mike Teavee）（不喜歡巧克力，但利用方程式運算，只買了一片巧克力就抽中了金獎券）。這五個小孩和他們的親人一起到巧克力工廠參觀（故事當中，查理拿到金獎券前聽到傳聞說最後一張被俄國小孩抽中，後來報導得知是偽造的）。
於是這五個孩子連同親人們開始了在古怪的威利·旺卡的巧克力工廠里的歷險，在工廠中的各種誘惑中：
- 首先是大廳，孩子們開始吃著糖果，但奥古斯塔因為貪吃而掉進了熱融巧克力河，還一度堵住抽原料的管子，最後被吸進製作巧克力糖的房間。奧古斯塔的母親一度擔心自己的兒子會被製作成巧克力糖，但被威利·旺卡吐槽說不好吃，並請奧柏倫柏人帶奧古斯塔的母親去找她兒子。
- 之後眾人坐船到實驗室中，威利·旺卡分別介紹了永不融化的糖果和會生髮的太妃糖，不過會生髮的太妃糖實驗還沒成功，有個奧柏倫柏人當了白老鼠之後頭髮太長看不到路。這時，威利·旺卡介紹了三餐口香糖，但紫羅蘭因為亂吃依然在實驗中的口香糖而變成巨大的藍莓，後來威利·旺卡請奧柏倫柏人帶她們母女倆送上船到榨汁間去榨汁。在前往下一個地方的路上，威利·旺卡還揶揄這就是常常嚼口香糖的代價。
- 接下來是核桃室，維魯卡的父親因為是做果仁加工的，問威利·旺卡是不是使用機器剝的，但威利·旺卡其實是使用松鼠，因為只有松鼠能把核桃的果仁完整剝出來。維魯卡想要一隻工廠裡有經過訓練的松鼠，可是威利·旺卡告訴她這些松鼠非買賣的，於是維魯卡想親手抓一隻松鼠，結果被松鼠們扔進垃圾場，還連累她的父親。
- 剩下兩個小孩，威利·旺卡才終於想到有玻璃電梯，五人用玻璃電梯来到了電視間。威利·旺卡展示了一個從現實傳送真正的巧克力到電視的發明：電視巧克力，他利用了一片大型巧克力傳到電視（因為他覺得現實中的比例放進電視後會縮小），巧克力真的傳到了電視裡面，一開始威利·旺卡要麥可去拿，但麥可堅持不相信，只好請查理去拿，而真的去拿，果然成功把巧克力從電視中取出，威利·旺卡請查理吃掉巧克力，並告訴他巧克力是一樣的，只是在傳送中變小而已，而查理吃了津津有味，威利·旺卡告訴大家他的想法：如果今天電視廣告是他的巧克力廣告，並告知大家，不相信的話就自己從電視伸手拿出巧克力來試吃就可以了，麥可的父親問威利·旺卡是否能傳送像是早餐榖片之類的，但威利·旺卡認為傳早餐榖片太浪費，認為那只是鉛筆削下來的東西，但還是可以傳送的，這時，麥克認為威利·旺卡的發明太浪費，認為這實際是物质傳送裝置，在拋下一句“我不是白痴”後，推開了奧柏倫柏人，衝進了傳送器，最後麥可平安傳送進電視，卻等比例縮小了。後來威利·旺卡想到年輕人很有彈性後，請奧柏倫柏人帶他們父子去太妃糖伸縮機把他拉長。

當這些孩子受到教訓時，工廠裡的奧柏倫柏人都會出來搭配一首歌來嘲諷他們。
在巧克力工廠的歷險中，威利·旺卡回憶起他的童年經歷：他的父親是名牙醫——威爾伯·旺卡（Wilbur Wonka），他從不讓威利·旺卡吃任何糖果和巧克力，並總提醒威利·旺卡糖果對牙齒的危害。一天他意外食了一塊巧克力，威利·旺卡忍受不了這些，並最後離家出走，其父亲也搬离了原住处。后来威利·旺卡独立发展其自己的巧克力工廠。
最终這五個孩子當中只有查理·巴格特不为誘惑所動，顺利結束了在巧克力工廠的歷險。其他四位走出來時：奧古塔斯還好沒有被製作成巧克力糖，但全身都是巧克力，還是貪吃地舔手指上的巧克力漿；紫羅蘭榨完身上的汁後雖然恢復原狀，但頭髮和膚色依然是藍色，而且身體變得十分有彈性，她的母親則面露難堪之色；維魯卡和她的父親滿身垃圾走出來，雖然當天是星期二，是垃圾焚燒日，但剛好垃圾焚化爐故障而幸免，而維魯卡还是學不到教訓，看到威利·旺卡的玻璃電梯再度要她爸買給她，她爸憤怒地拒絕了；麥克經過太妃糖伸縮機變回正常的身高，但也變成了紙片人，他的外套已經穿不上去了。
在最後當查理·巴格特、他的外祖父和威利·旺卡搭乘玻璃電梯離開工廠並把他送到查理的家之後，威利·旺卡才說出了他的真實目的：一天他在理髮時發現自己頭上長出白頭髮，他希望通過這次歷險選出能接管這家巧克力工廠的继承人，而查理·巴格特無疑是最好的人選。但是因為威利·旺卡拒絕讓查理將家人一起帶到工廠，所以查理也拒絕威利·旺卡的邀請，威利·旺卡保持著遺憾的表情离开。
查理一家後來的情況越來越好，他的爺爺喬不再整天躺在床上，他的父親則回歸牙膏工廠負責維修取代他的那台機器。反觀威利·旺卡的情況在舉辦參觀工廠的活動後越來越糟，他為此求助奧柏倫柏人的心理醫生，總算明白一些道理。
之後，查理為了紓解家庭財務壓力，去做擦鞋的工作，遇到因心情不好而外出的威利·旺卡，旺卡问查理有烦恼的话会找谁倾述，查理回答是他的家人，旺卡起初不以为然，他认为家人構成了他的麻烦，但查理解释自己的看法后，让旺卡找他的父亲。起初旺卡不太想，但查理愿意一起陪同前往后，旺卡同意并两人搭乘玻璃電梯一起前往。查理見到威爾伯·旺卡希望先檢查威利·旺卡的牙齒；虽然威爾伯·旺卡丟下兒子，但還是有把自己兒子的相關報導剪下來保存，而威爾伯·旺卡很久沒看過威利·旺卡的牙齒，却发现还是一样完美，威爾伯·旺卡認出了自己的兒子，而威利·旺卡也明白了親情的可貴和父親的用心良苦，兩人相擁。後來威利·旺卡再次跟查理提出接管工廠的要求，這次查理同意了，但也順帶一個條件，就是必須帶他家人一起進去，威利·旺卡同意並把他全家都原封不動搬進了工廠。
故事尾聲，查理開始接管工廠後，仍持續和旺卡交流開發新商品的構想，同時旺卡也和查理一家建立良好的關係。至此查理一家脫離過往貧困的處境，過著幸福快樂的生活。

## 演員
| 演員                                  | 角色                               | 國語配音 (CN) | 粵語配音 （TVB / 公映） | 華語配音 （公映） | 華語配音 （2008年CCTV）                         | 附註 |
| 強尼·戴普 Johnny Depp                 | 威利·旺卡 Willy Wonka              | 劉傑          | 王祖藍                  | 陈浩              | 姜广涛                                          | 本作關鍵角色，巧克力工廠負責人。少年時因為不滿父親反對他接觸甜食而離家出走。為了尋找工廠接班人，藉由發行金獎券和舉辦參觀工廠的活動篩選適任人選。                                           |
| 佛瑞迪·海默 Freddie Highmore          | 查理·巴格特 Charlie Bucket         |               |                         | 李凯悦            |                                                 | 主角小男孩，家境貧窮。幸運地獲得了最後一張金獎券。在參觀工廠過程中，他並沒有因為一時的激動而失去理智，最後贏得大獎。                                                                       |
| 大衛·凱利 David Kelly                 | 約瑟夫爺爺 Grandpa Joe             | 孫德成        | 李忠強                  | 白马              |                                                 | 查理的爺爺，前巧克力工廠員工。陪同查理一同參觀新工廠，參觀工廠前整天躺在床上，但在參觀工廠之後，不再整天躺在床上，他一點都不感到累。                                                       |
| 海倫娜·波漢·卡特 Helena Bonham Carter | 巴格特太太 Mrs. Bucket             | 楊凱凱        |                         | 李蕴杰            |                                                 | 查理的母親。與丈夫藉著提前慶生為由出資讓查理購買巧克力。 |
| 諾亞·泰勒 Noah Taylor                 | 巴格特先生 Mr. Bucket              | 吳文民        | 張繼聰                  | 金永刚            |                                                 | 查理的父親，任職於鎮上的牙膏工廠。初期被工廠裁員，後返回工廠擔任機器維修員。 |
| 蜜西·派兒 Missi Pyle                  | 鮑加太太 Mrs. Scarlett Beauregarde | 許淑嬪        | 郭碧珍                  |                   |                                                 | 紫羅蘭的母親。與紫羅蘭同樣好勝，得失心重。 |
| 詹姆士·福克斯 James Fox               | 梭特先生 Mr. Salt                  | 徐健春        | 高翰文                  | 宣晓鸣            |                                                 | 維露卡的父親，家境富裕。夫妻倆寵溺維露卡造成後者個性嬌縱。 |
| 狄普・羅伊 Deep Roy                   | 奧柏倫柏人 Oompa-Loompas           |               | 葉振邦                  |                   | 李易                                            | 矮人族，威利·旺卡以可可豆和奧柏倫柏人首領達成交換條件，讓數以千計的奧柏倫柏人成為工廠員工。 本片旁白。                                                                                     |
| 克里斯多福·李 Christopher Lee         | 威爾伯·旺卡醫生 Dr. Wilbur Wonka   | 吳文民        | 關信培                  | 白马              |                                                 | 威利的父親，牙醫，十分反對威利的心願，但拋下威利後，還是有把威利相關的報導收藏起來。後期透過查理的幫助修復父子關係。                                                                       |
| 亞當·戈德利 Adam Godley               | 提維先生 Mr. Teavee                | 魏伯勤        | 龍天生                  |                   |                                                 | 麥克的父親。在學校任教的地理老師，固守常識。對於麥克時有出格行為傷透腦筋。 |
| 法蘭姬絲卡·卓格納 Franziska Troegner  | 格盧普太太 Mrs. Gloop              |               | 蘇青鳳                  | 李星珠            |                                                 | 奧古斯塔的母親，與丈夫經營肉舖。 |
| 安娜蘇菲亞·羅伯 AnnaSophia Robb       | 紫羅蘭·鮑加 Violet Beauregarde     |               | 官恩娜                  |                   |                                                 | 來自喬治亞州亞特蘭大，第三個發現金獎券的小孩。金髮小女孩，有著好勝的性格，愛嚼口香糖，最後因為嚼了未完成的三餐口香糖而變大，因此無法贏得大獎。最後雖然變回原狀，但頭髮和膚色依然是藍色的。 |
| 茱莉亞·溫特 Julia Winter              | 維露卡·梭特 Veruca Salt            | 李卉          | 黃紫嫻                  | 森明佳            |                                                 | 來自英國白金漢郡，第二個發現金獎券的小孩。被父母寵壞的小千金，最後因為想要松鼠而跑到危險區域，被松鼠丟到垃圾槽，因此無法贏得大獎，最後滿身垃圾出來。                                       |
| 喬丹·弗萊 Jordan Fry                  | 麥克·提維 Mike Teavee              |               |                         | 李安捷            |                                                 | 來自科羅拉多州丹佛，第四個發現金獎券的小孩。喜歡賣弄才幹，愛看電視，最後因為跑進轉移器被轉移到電視裡，因此無法贏得大獎，經過太妃糖伸縮機後，變回原狀，但變成了紙片人，無法穿上正常的衣服。 |
| 菲利浦·韋格拉茲 Philip Wiegratz       | 奧古斯塔·格盧普 Augustus Gloop     |               |                         | 李逸飞            |                                                 | 來自德國杜塞道夫，第一個發現金獎券的小孩。身形肥胖，好吃甜食，因為掉到巧克力河裡，無法贏得大獎，最後平安出來，但全身都是巧克力。                                                           |
| 布雷爾·鄧洛普 Blair Dunlop            | 小威利·旺卡 Young Willy Wonka      |               |                         |                   |                                                 | 威利童年時期，裝了擋住吃糖的設備避免威利偷吃糖果。 |
| 莉茲·史密斯 Liz Smith                 | 喬治娜奶奶 Grandma Georgina        |               | 黃文慧                  | 李蕴杰            |                                                 | 查理的外祖母，患老年癡呆，說的話大家都聽不懂，但後來說出「事情要好轉了」，大家總算聽懂她說的話。                                                                                           |
| 艾琳·艾索 Eileen Essell               | 約瑟芬奶奶 Grandma Josephine       |               | 謝月美                  | 李蕴杰            |                                                 | 查理的祖母。 |
| 大衛·莫里斯 David Morris              | 喬治爺爺 Grandpa George            | 李香生        | 周志輝                  | 宣晓鸣            |                                                 | 查理的外祖父，脾氣暴躁，愛罵髒話，但後來查理拿到金獎券時勸查理去參觀工廠。 |
|                                       |                                    |               |                         |                   | 张凯 邹赫威 陈光 高扬 薛白 张丽敏 盛锡友 李文玲 | |

## 製片
華納兄弟在1999年購得《查理與巧克力工廠》拍攝版權，Gary Ross指導，Scott Frank編劇。

## 全球公映情況
- 2005年7月13日：法国、比利时、瑞士（法語）
- 2005年7月20日：荷兰（荷蘭語）
- 2005年7月21日：以色列
- 2005年7月22日：巴西（葡萄牙語）
- 2005年7月27日：秘鲁
- 2005年7月29日：英国、墨西哥
- 2005年8月3日：菲律宾
- 2005年8月4日：阿根廷、新加坡
- 2005年8月5日：罗马尼亚、台灣
- 2005年8月11日：香港（粵語）
- 2005年8月10日：阿联酋
- 2005年8月11日：德国、瑞士（德語）
- 2005年8月11日：葡萄牙（葡萄牙語）
- 2005年8月25日：俄罗斯（俄語）
- 2005年9月10日：日本（日本語）
- 2005年9月16日：韩国（韓語）
- 2005年9月30日：中国大陆

## 音樂
1. "Wonka's Welcome Song"
2. "Augustus Gloop"
3. "Violet Beauregarde"
4. "Veruca Salt"
5. "Mike Teavee"
6. "Main Titles"
7. "Wonka's First Shop"
8. "The Indian Palace"
9. "Wheels in Motion"
10. "Charlie's Birthday Bar"
11. "The Golden Ticket/Factory"
12. "Chocolate Explorers"
13. "Loompa Land"
14. "The Boat Arrives"
15. "The River Cruise"
16. "First Candy"
17. "Up and Out"
18. "The River Cruise - Part 2"
19. "Charlie Declines"
20. "Finale"
21. "End Credit Suite"

## 評價
电影获得了较为正面的评价。根据烂番茄上收集的229篇专业评论文章，其中有190篇给出了“新鲜”的正面评价，“新鲜度”为83%，平均评为7.2（满分为10）。而在Metacritic收集的40篇评论文章中，有32篇给出好评，1篇差评，7篇褒贬不一，加權平均數为72（最高100）。

## 書籍
| 出版日期 | 書名               | 作者                                       | 出版社 | ISBN               |
| -------- | ------------------ | ------------------------------------------ | ------ | ------------------ |
| 2011年   | 《巧克力冒險工廠》 | 羅德．達爾/譯者：劉清彥/繪者：昆丁．布雷克 | 小天下 | ISBN 9789862166659 |

## 外部連結
- Yahoo奇摩電影上《巧克力冒險工廠》的資料（繁體中文）
- 開眼電影網上《巧克力冒險工廠》的資料（繁體中文）
- 豆瓣电影上《查理和巧克力工厂》的資料 （简体中文）
- 时光网上《查理和巧克力工厂》的資料（简体中文）
- AllMovie上《查理和巧克力工厂》的资料（英文）
- 爛番茄上《查理和巧克力工厂》的資料（英文）
- Box Office Mojo上《查理和巧克力工厂》的資料（英文）
- TCM电影资料库上《查理和巧克力工厂》的资料（英文）
- Metacritic上《查理和巧克力工厂》的資料（英文）
- 互联网电影数据库（IMDb）上《查理和巧克力工厂》的资料（英文）
- Charlie and the Chocolate Factory film page on the Tim Burton Collective fan site
- （页面存档备份，存于）大陆官方中文版译者的博客，关于被抄袭的文章1
- （页面存档备份，存于）大陆官方中文版译者的博客，关于被抄袭的文章2